# Guillermo de Prusia
El Príncipe Heredero Guillermo de Prusia (Potsdam, Alemania, 6 de mayo de 1882 - Hechingen, 20 de julio de 1951) fue el último heredero del Imperio alemán y del Reino de Prusia, desde 1919 conocido como Guillermo, Príncipe de Prusia. Debido a la muerte de Guillermo II en 1941, se convirtió en jefe de la Casa Hohenzollern, siendo conocido por los realistas legitimistas como Guillermo III de Alemania.

## Primeros años de su vida

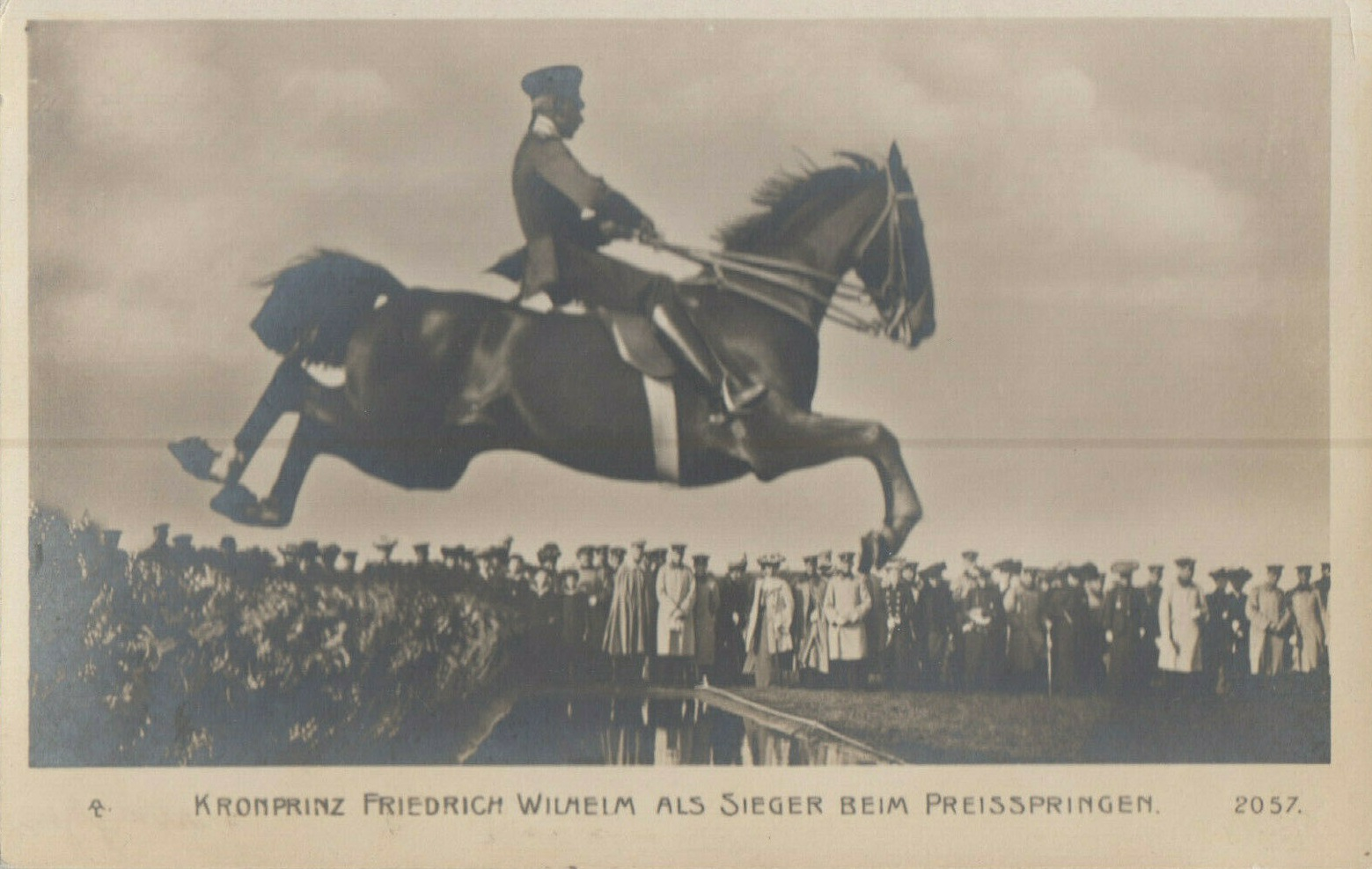
El príncipe heredero saltando en un torneo en 1906

Guillermo era el primer hijo del entonces príncipe prusiano Federico Guillermo, quien se convertiría en el Kaiser alemán en el año de los tres emperadores de 1888 como Guillermo II, y de Augusta Victoria de Schleswig-Holstein-Sønderburg-Augustenburg. Asistió a la escuela en el Prinzenhaus de Plön. Luego estudió entre 1901 y 1903 derecho administrativo y estatal en la Universidad de Bonn. Vivió en la Kronprinzenvilla, que había sido comprada especialmente para el estudio de los seis príncipes imperiales y, como su padre, fue miembro del Corps Borussia Bonn.
Se casó con Cecilia de Mecklemburgo-Schwerin el 6 de junio de 1905. A diferencia de su padre, el príncipe heredero era un excelente jinete que compitió en muchas competiciones ecuestres.

Él mismo ha montado muchos caballos. [...] Su entusiasmo iba tan lejos que una vez participó, a pesar de la expresa prohibición imperial, en una carrera pública de caballos de Berlín a Potsdam.
Cecilia, su esposa. 

El 15 de septiembre de 1911 tomó el mando del 1.er Regimiento de Húsares n.º 1 en Danzig (actual Gdansk) y vivió con su familia en la Villa Seehaus en Zoppot. Durante la Primera Guerra Mundial estuvo al mando formalmente del 5.º Ejército alemán en agosto de 1914. Dirigió su ejército hasta noviembre de 1916, llegando a participar en la ofensiva de Verdún. Desde abril de 1916 intentó en vano convencer al Mando supremo de que la prolongada batalla carecía de sentido. Hasta el 2 de septiembre no se tuvo en cuenta su deseo. Sin embargo, el mando operativo real lo tuvo su jefe de gabinete hasta el 21 de agosto de 1916, el general Konstantin Schmidt von Knobelsdorf y el entonces general Walther von Lüttwitz. Este puesto meramente representativo fue el resultado de una orden directa de su padre:
"[...] Te confié el mando supremo del 5.º Ejército. Obedece al teniente general Schmidt v. Knobelsdorf como Jefe del Estado Mayor. Lo que él te aconseje, debes hacerlo. [4] "
Con el fatal catiz que estaba tomando en el año 1917, comenzó la separación entre el Mando Supremo del Ejército de Paul von Hindenburg y Erich Ludendorff, y el Gobierno del Reich, que, con el respaldo del kaiser, buscó moderación en la política de guerra alemana y una inclinación ante una paz consensuada. Sin embargo, el príncipe heredero Guillermo tomó partido por los líderes militares y realizó declaraciones vehementes y críticas sobre la posición del asesor civil de su padre. La renuncia del canciller Theobald von Bethmann Hollweg el 13 de julio de 1917, la describió como el "día más hermoso de su vida". También contribuyó al derrocamiento del jefe del Gabinete Civil Imperial, Rudolf von Valentini, quien fue obligado a abandonar el cargo por los militares, en enero de 1918. Todo esto debilitó la posición política del Kaiser Guillermo II, quien perdió su influencia en los asuntos del gobierno y dejó el control del destino de Alemania completamente en manos del ejército.

## Actitud antes y después de la Segunda Guerra Mundial

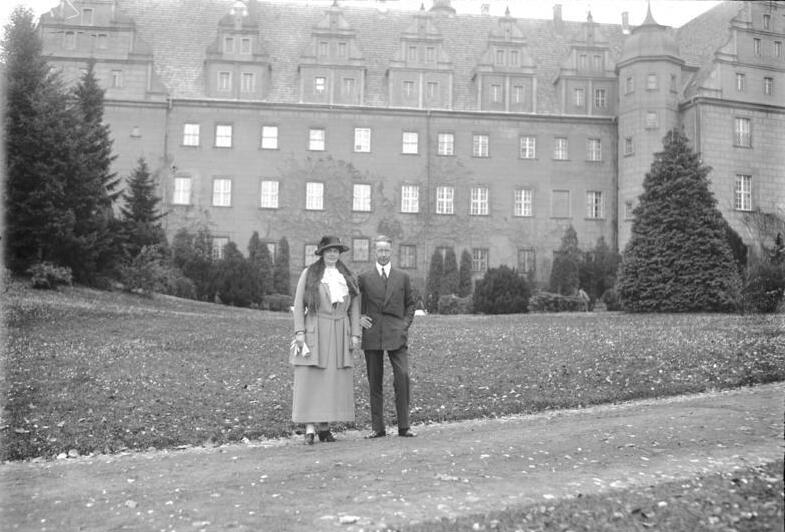
Los príncipes herederos Guillermo y Cecilia en el castillo de Oels (noviembre de 1923)

Durante la Revolución de Noviembre de 1918, las tropas del 5.º Ejército de Guillermo se amotinaron. El Kronprinz se refugia en el cuartel general del 3.º Ejército de Karl von Einem. El Jefe de su Estado Mayor, Friedrich Graf von der Schulenburg, así como el general Karl von Einem, lo alentaron a no seguir a su padre al exilio. El gobierno provisional del Consejo de Comisarios del Pueblo, formado el 10 de noviembre, le ordena que repatríe a su grupo de ejércitos a Alemania, pero se siente incapaz de ello y lo  rechaza, por lo que Guillermo fue relevado de su cargo militar. Paul von Hindenburg instó al príncipe heredero a que siguiera a su padre al exilio en los Países Bajos. Para evitar una guerra civil, Guillermo lo aceptó, para gran decepción de Schulenburg. Fue alojado por el gobierno holandés en la isla de Wieringen, en una antigua vicaría, y solo se le permitía salir de la isla para visitar a sus padres en Doorn. El 1 de diciembre de 1918 firmó su renuncia al trono alemán.
A finales de 1923, se le permitió a Guillermo regresar a Alemania, lo que fue posible gracias a la intervención del canciller Gustav Stresemann.
Con la Revolución de noviembre de 1918, los bienes de los Hohenzollern habían sido confiscados y posteriormente administrados por el Ministerio de Finanzas de Prusia. En la disputa sobre la expropiación de los bienes del príncipe, los abogados de Guillermo negociaron hasta 1926 con el Estado prusiano. El 26 de octubre de 1926, se aprobó la "Ley sobre la disputa de propiedad entre el estado prusiano y los miembros de la antigua familia real prusiana". En 1927 se fundó la "Administración de castillos y jardines estatales", y así el estado de Prusia retuvo 75 castillos, de los que el Hohenzollern recuperó 39 y varias fincas agrícolas, incluido el Cecilienhof de Potsdam, donde Guillermo, que había construido la casa entre 1913 y 1917, se instaló como su residencia principal. También recuperó el Palacio de Mármol y el castillo de Oels en la Baja Silesia, que su familia usaba como casa de campo, y también el Palacio de Monbijou, en Berlín, y el castillo de Rheinsberg, que se hicieron accesibles al público como museos.
El matrimonio de Guillermo y Cecilia (padres de seis hijos) finalmente se separaron durante la década de 1920. Guillermo había tenido muchas amantes durante su matrimonio y Cecilia había pasado del dolor al alcohol. En mayo de 1928 escribió a su padre desde Roma: "El socialismo, el comunismo, la democracia y la masonería han sido erradicados; una ingeniosa brutalidad lo ha logrado ". Consideraba al fascismo italiano como una "institución fabulosa ". Después de la elección del ex mariscal Paul von Hindenburg como el segundo canciller del Reich de la República de Weimar en 1925, el ex Kaiser y su familia esperaban en vano iniciativas para restaurar la monarquía. En 1930 Guillermo se unió a los Cascos de Acero.
En 1932, el DNVP consideró que Guillermo debía competir en las elecciones presidenciales de 1932 como candidato. Guillermo invitó a Adolf Hitler a Cecilienhof para discutir un poder compartido entre él, como presidente, y Hitler como canciller. Hitler aceptó el plan, pero la oposición del káiser Guillermo le hizo replanteárselo. El antiguo emperador escribía en una carta desde el exilio:

[...] Si tomas esta decisión, deberás hacer el juramento a la República. Si haces eso y lo sostienes, entonces has terminado por mí. Te repudio y te excluyo de mi casa. Si pretendes romper el juramento una vez en el poder, entonces serás perjuro, y ya no serás un caballero para mí. Los Hohenzollern no rompen su juramento. Es imposible que los Hohenzollerns recuperen el poder a través de la silla presidencial republicana.

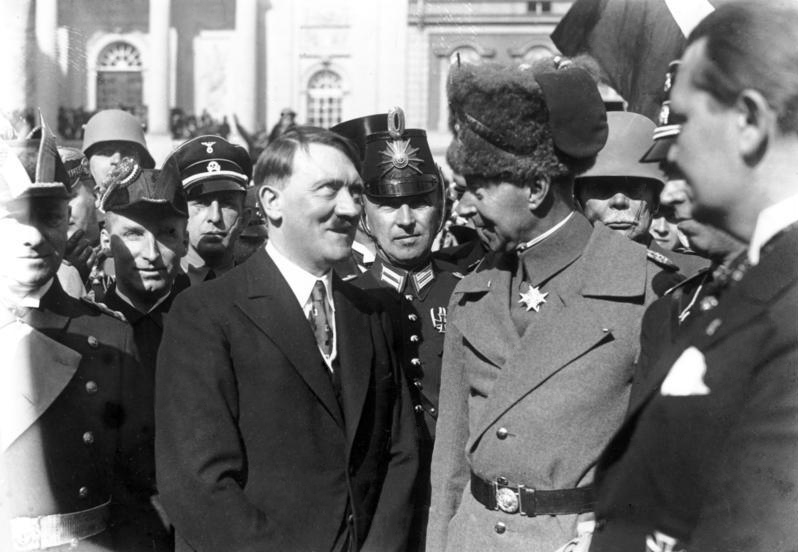
Guillermo de Prusia y Hitler en 1933

Hitler hizo un uso inteligente de la posición de Guillermo hasta que tomó el poder en 1933. Ya en 1926, Hitler le había asegurado que una de sus intenciones era la restauración de la monarquía y la reinstauración de la Casa de Hohenzollern. En las elecciones presidenciales de 1932, Guillermo apoyó la candidatura de Hitler, que perdió ante Hindenburg. El 14 de abril de 1932, protestó ante el ministro del Interior del Reich, Wilhelm Groener, por la prohibición de las SA y las SS:

[...] Solo puedo llamar a este decreto un grave error. También es incomprensible para mí que usted, como Ministro del Interior, ayude a destruir el maravilloso material humano que forman las SA y las SS y que gozan de una educación valiosa.

En enero de 1933, Guillermo negoció junto con Elard von Oldenburg-Januschau y otros, con Hindenburg, para el nombramiento de Hitler como canciller. Expresó en público su deleite por la cancillería de Hitler y expresó la expectativa de que el líder nazi hiciera por Alemania lo que Benito Mussolini había hecho en Italia (que le había dado al país un impulso económico y ejerció nominalmente su dictadura bajo el monarca Víctor Manuel III).
En los años siguientes hizo campaña por el régimen y lo defendió con cartas abiertas al público internacional. En abril de 1933 le escribió a Geraldine Farrar que los judíos habían expulsado a las élites cristianas y que eran los responsables de la crisis económica. El 'brillante líder Adolf Hitler' debe dejar pasar el tiempo necesario para 'limpiar' de comunistas el mundo entero, lo que se le agradecería.
Después del asesinato de su amigo el ex canciller Kurt von Schleicher el 30 de junio de 1934 y el arresto de su ayudante Mayor, Louis Müldner de Mülnheim, el 1 de julio de 1934 durante la Noche de los Cuchillos Largos determinó el deseo de retirarse por completo de la actividad política. Müldner permaneció arrestado por la Gestapo durante casi cuatro semanas, "un período considerable de dificultades físicas y mentales", y fue informado de que tendría que abstenerse de "actividades monárquicas" en el futuro. En 1936 Guillermo mandó a Benito Mussolini un telegrama de felicitaciones privado por sus éxitos militares que fue publicado por la prensa mundial, algo que fue visto por las autoridades nazis como un reto a su liderazgo, así que Guillermo terminó renunciando a su labor en el NSKK. Sin embargo mantuvo su apoyo a Hitler. Tras la conquista de los Países Bajos y Bélgica, felicitó a Hitler por telegrama con las palabras: "¡Dios los bendiga a usted y a nuestra patria alemana!"
Mantuvo lazos con la resistencia alemana, que quería usar después de un golpe de Estado exitoso contra Hitler al príncipe heredero o su segundo hijo Luis Fernando como nuevo jefe de Estado de Alemania. Sin embargo, no participó en el golpe del 20 de julio y ordenó a Luis Fernando que se mantuviera alejado de él.

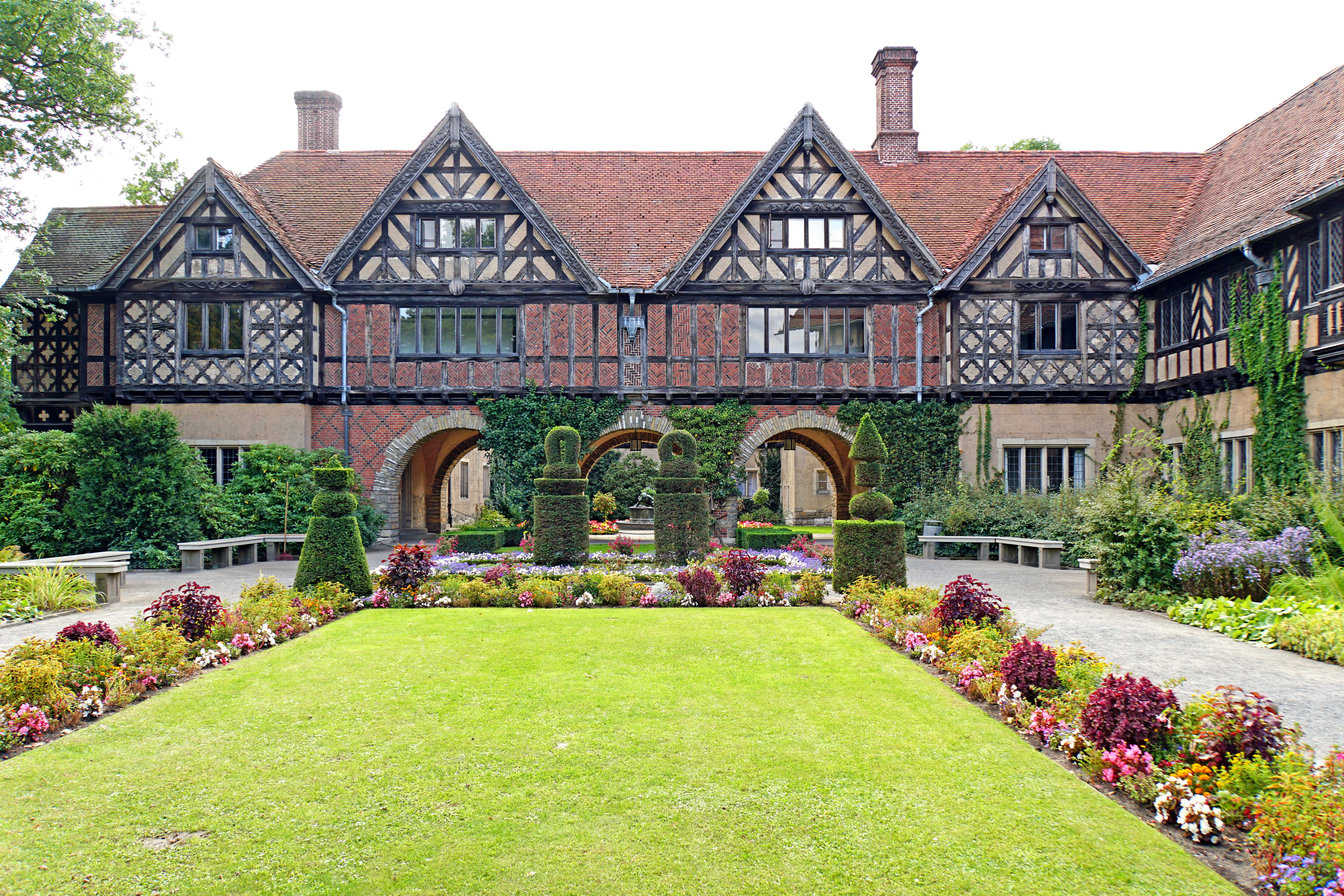
Cecilienhof, en Potsdam

Durante la ocupación de Alemania en 1945, fue capturado por tropas marroquíes en Vorarlberg y encarcelado durante tres semanas en Lindau por orden del general francés Jean de Lattre de Tassigny. Se presentó ante el militar galo para pedirle que cubriera sus necesidades y las de su amante, según su rango, y que actuara de manera que sus propiedades prusianas no fueran destruidas por los soviéticos. Señalando que, en ese momento, Alemania estaba en ruinas, que millones de alemanes sufrían hambre y habían muerto en combate, De Lattre le dijo: "Usted es lamentable, señor, lamentable". Según su esposa, Guillermo regresó de este encarcelamiento como un hombre quebrantado. Posteriormente, fue puesto varios años bajo arresto en Hechingen, donde se le permitió moverse libremente en un radio de 25 km. Allí vivió hasta octubre de 1945, en el castillo de Hohenzollern, apenas apto para fines residenciales, y luego en una espaciosa villa, y un año después, hasta la muerte, en una casa más pequeña de 5 dormitorios. En el mismo año, los gobernantes soviéticos expropiaron sus bienes a la familia Hohenzollern sin compensación. En Cecilienhof, los Aliados dividieron el Reich alemán en zonas de ocupación en la Conferencia de Potsdam del 17 de julio al 2 de agosto de 1945 y ordenaron la asignación a Polonia de los territorios alemanes al este de la línea Oder-Neisse.
Guillermo murió en 1951 como resultado de un ataque al corazón. Está enterrado en el pequeño cementerio familiar en el jardín de oficiales del Bastión de San Miguel, dentro del castillo de Hohenzollern, donde se encuentran las tumbas de su esposa y varios de sus hijos.

## Descendencia
Se casó en 1905 con la duquesa Cecilia de Mecklemburgo-Schwerin (20 de septiembre de 1886 - 6 de mayo de 1954). La pareja se estableció en Potsdam donde construyeron el Palacio Cecilienhof.
Cecilia era hija del Gran Duque Federico Francisco III de Mecklemburgo-Schwerin (1851-1897) y la Gran Duquesa Anastasia Mijáilovna de Rusia (1860-1922).
Sus hijos fueron:
- Príncipe Guillermo de Prusia (1906-1940) - Renunció a sus derechos de sucesión y murió luchando en el ejército alemán durante la invasión de Francia en 1940.
- Príncipe Luis Fernando (1907-1994) - El heredero dinástico.
- Príncipe Huberto de Prusia (1909-1950).
- Príncipe Federico de Prusia (1911-1966).
- Princesa Alejandrina de Prusia (1915-1980).
- Princesa Cecilia de Prusia (1917-1975).

## Ficción
En la película Joyeux Noël (2005) (en España: Feliz Navidad), es interpretado por Thomas Schmauser.

## Títulos, honores y empleos

### Títulos
| ● 6 de mayo de 1882-15 de junio de 1888:   | Su alteza real el príncipe Guillermo de Prusia                                          |
| ● 15 de junio de 1888-20 de julio de 1951: | Su alteza imperial y real el príncipe heredero de Alemania, príncipe heredero de Prusia |

## Honores
Honores alemanes
 Reino de Prusia:
- - Caballero del Águila Negra, 6 de mayo de 1892;[3] with Collar
  - Caballero de la Corona Prusiana, 1.ª Clase, 6 de mayo de 1892[3]
  - Cruz de Gran Comandante de la Orden de Hohenzollern, 6 de mayo de 1892[3]
  - Gran Cruz del Águila Roja, con Corona, 12 de junio de 1892[3]
  - Cruz de Hierro (1914), 2.ª y 1.ª Clases
  - Pour le Mérite (militar), 22 de agosto de 1915; con Hojas de Roble, 8 de septiembre de 1916
- Hohenzollern: Cruz de Honor de la Principesca Orden de Hohenzollern, 1.ª Clase con Espadas
- Anhalt:
  - Gran Cruz de Alberto el Oso, Con Espadas
  - Cruz de Federico, 1.ª Clase
- Gran Ducado de Baden:
  - Caballero de la Orden de la Fidelidad, 1900[4]
  - Gran Cruz de la Orden de Bertoldo I, 1900
- Reino de Baviera:
  - Caballero de San Huberto, 1900[5]
  - Gran Cruz de la Orden Militar de Max Joseph
- Ducado de Brunswick:
  - Gran Cruz de Enrique el León, 1902;[6] con Espadas
  - Cruz al Mérito en Guerra
- Ducados Ernestinos:
  - Gran Cruz de la Orden de la Casa Ernestina de Sajonia, con Espadas
  - Cruz por Mérito en la Guerra (Sajonia-Meiningen)
- Ciudades Libres Hanseáticas: Cruces Hanseáticas
- Gran Ducado de Hesse:
  - Gran Cruz de la Orden de Luis, 6 de mayo de 1900[7]
  - Condecoración General de Honor
- Lippe:
  - Cruz de Honor de Guerra por Hazañas Heroicas
  - Cruz al Mérito de Guerra
- Mecklemburgo:
  - Gran Cruz de la Corona Wéndica, con Corona en Yema
  - Cruz al Mérito MilitarM, 1.ª Clase (Mecklemburgo-Schwerin)
- Gran Ducado de Oldemburgo: Gran Cruz de la Orden de Pedro Federico Luis, con Corona Dorada
- Reuss: Cruz al Mérito de Guerra
- Sajonia-Weimar-Eisenach: Gran Cruz del Halcón Balnco, 1896;[8] con Espadas
- Reino de Sajonia:
  - Caballero de la Corona de Ruda, 1900[9]
  - Comandante de la Orden Militar de San Enrique, 1.ª Clase
- Reino de Wurtemberg:
  - Gran Cruz de la Corona de Wurtemberg, 1899[10]
  - Gran Cruz de la Orden al Mérito Militar

Honores extranjeros
- Imperio austrohúngaro: Gran Cruz de San Esteban, 1898[12]
- Bélgica: Gran Cordón de la Orden de Leopoldo
- Reino de Bulgaria: Gran Cruz de San Alejandro
- Dinamarca: Caballero del Elefante, 6 de mayo de 1900[13]
- Reino de Grecia: Gran Cruz del Redentor
- Reino de Italia: Caballero de la Anunciación, 13 de abril de 1896[14]
- Imperio del Japón: Gran Cordón de la Orden del Crisantemo, 19 de septiembre de 1899[15]
- Países Bajos: Gran Cruz del León Neerlandés
- Noruega: Gran Cruz de San Olaf, con Collar, 15 de diciembre de 1906[16]
- Imperio otomano:
  - Orden de Distinción
  - Orden de Osmanieh, 1.ª Clase en Diamantes
  - Orden de la Gloria
- Imperio persa: Neshan-e Aqdas, 1.ª Clase
- Reino de Portugal:
  - Gran Cruz de la Banda de las Dos Órdenes
  - Gran Cruz de la Torre y la Espada, con Collar
- Dinastía Qing: Orden del Doble Dragón, Clase I Grado II
- Reino de Rumania:
  - Collar de la Orden de Carol I
  - Gran Cruz de la Corona de Rumania
- Imperio ruso:
  - Caballero de San Andrés
  - Caballero de San Alejandro Nevski
  - Caballero del Águkila Blanca
  - Caballero de Santa Ana, 1.ª Clase
  - Caballero de San Estanislao, 1.ª Clase
- Reino de Serbia: Gran Cruz del Águila BlancaC
- Siam: Caballero de la Orden de la Casa Real de Chakri
- España: Caballero del Toisón de Oro, enero de 1900 (investido en Berín el 2 de marzo de 1900 por el duque de Veragua en nombre del rey Alfonso XIII de España; la insignia es la misma que la fue llevada por el emperador Guillermo I de Alemania)[2][17][18]
- Suecia: Caballero de los Serafines, 27 de julio de 1888[19]
- Reino Unido:
  - Caballero de la Jarretera, 27 de enero de 1901[20] (expulsado en 1915)
  - Real Cadena Victoriana, June 1904[21] (expulsado en 1915)

### Empleos
- 4 de octubre de 1907: Comandante honorario del regimiento de dragones n.º 7 Numancia.[22] (Ejército español)
- 3 de diciembre de 1905-4 de octubre de 1907: Capitán honorario del regimiento de dragones n.º 7 Numancia.[23] (Ejército español)

## Ancestros
| \| \| \| \| \| \| \| \| \| \| \| \| \| \| \| \| \| \| \| \| 16. Federico Guillermo III, rey de Prusia \| \| \| \| \| \| \| \| \| \| \| \| \| \| \| \| \| \| \| \| \| \| \| \| \| \| \| \| \| \| \| \| \| \| \| \| \| \| \| \| \| \| \| \| \| \| \| \| \| \| \| \| \| \| 8. Guillermo I, emperador alemán \| \| \| \| \| \| \| \| \| \| \| \| \| \| \| \| \| \| \| \| \| \| \| \| \| \| \| \| \| \| \| \| \| \| \| \| \| \| \| \| \| \| \| \| \| \| \| \| \| \| \| \| \| \| 17. Duquesa Luisa de Mecklemburgo-Strelitz \| \| \| \| \| \| \| \| \| \| \| \| \| \| \| \| \| \| \| \| \| \| \| \| \| \| \| \| \| \| \| \| \| \| \| \| \| \| \| \| \| \| \| \| \| \| \| \| \| \| \| \| \| \| 4. Federico III, emperador alemán \| \| \| \| \| \| \| \| \| \| \| \| \| \| \| \| \| \| \| \| \| \| \| \| \| \| \| \| \| \| \| \| \| \| \| \| \| \| \| \| \| \| \| \| \| \| \| \| \| \| \| \| \| \| 18. Carlos Federico, gran duque de Sajonia-Weimar-Eisenach \| \| \| \| \| \| \| \| \| \| \| \| \| \| \| \| \| \| \| \| \| \| \| \| \| \| \| \| \| \| \| \| \| \| \| \| \| \| \| \| \| \| \| \| \| \| \| \| \| \| \| \| \| \| 9. Princesa Augusta de Sajonia-Weimar-Eisenach \| \| \| \| \| \| \| \| \| \| \| \| \| \| \| \| \| \| \| \| \| \| \| \| \| \| \| \| \| \| \| \| \| \| \| \| \| \| \| \| \| \| \| \| \| \| \| \| \| \| \| \| \| \| 19. Gran duquesa María Pávlovna de Rusia \| \| \| \| \| \| \| \| \| \| \| \| \| \| \| \| \| \| \| \| \| \| \| \| \| \| \| \| \| \| \| \| \| \| \| \| \| \| \| \| \| \| \| \| \| \| \| \| \| \| \| \| \| \| 2. Guillermo II, emperador alemán \| \| \| \| \| \| \| \| \| \| \| \| \| \| \| \| \| \| \| \| \| \| \| \| \| \| \| \| \| \| \| \| \| \| \| \| \| \| \| \| \| \| \| \| \| \| \| \| \| \| \| \| \| \| 20. Ernesto I, duque de Sajonia-Coburgo y Gotha \| \| \| \| \| \| \| \| \| \| \| \| \| \| \| \| \| \| \| \| \| \| \| \| \| \| \| \| \| \| \| \| \| \| \| \| \| \| \| \| \| \| \| \| \| \| \| \| \| \| \| \| \| \| 10. Príncipe Alberto de Sajonia-Coburgo y Gotha \| \| \| \| \| \| \| \| \| \| \| \| \| \| \| \| \| \| \| \| \| \| \| \| \| \| \| \| \| \| \| \| \| \| \| \| \| \| \| \| \| \| \| \| \| \| \| \| \| \| \| \| \| \| 21. Princesa Luisa de Sajonia-Gotha-Altemburgo \| \| \| \| \| \| \| \| \| \| \| \| \| \| \| \| \| \| \| \| \| \| \| \| \| \| \| \| \| \| \| \| \| \| \| \| \| \| \| \| \| \| \| \| \| \| \| \| \| \| \| \| \| \| 5. Victoria, princesa real \| \| \| \| \| \| \| \| \| \| \| \| \| \| \| \| \| \| \| \| \| \| \| \| \| \| \| \| \| \| \| \| \| \| \| \| \| \| \| \| \| \| \| \| \| \| \| \| \| \| \| \| \| \| 22. Príncipe Eduardo, duque de Kent y Strathearn \| \| \| \| \| \| \| \| \| \| \| \| \| \| \| \| \| \| \| \| \| \| \| \| \| \| \| \| \| \| \| \| \| \| \| \| \| \| \| \| \| \| \| \| \| \| \| \| \| \| \| \| \| \| 11. Victoria, reina del Reino Unido \| \| \| \| \| \| \| \| \| \| \| \| \| \| \| \| \| \| \| \| \| \| \| \| \| \| \| \| \| \| \| \| \| \| \| \| \| \| \| \| \| \| \| \| \| \| \| \| \| \| \| \| \| \| 23. Princesa Victoria de Sajonia-Coburgo-Saalfeld (= 31) \| \| \| \| \| \| \| \| \| \| \| \| \| \| \| \| \| \| \| \| \| \| \| \| \| \| \| \| \| \| \| \| \| \| \| \| \| \| \| \| \| \| \| \| \| \| \| \| \| \| \| \| \| \| 1. Guillermo, príncipe heredero alemán \| \| \| \| \| \| \| \| \| \| \| \| \| \| \| \| \| \| \| \| \| \| \| \| \| \| \| \| \| \| \| \| \| \| \| \| \| \| \| \| \| \| \| \| \| \| \| \| \| \| \| \| \| \| 24. Federico Cristián II, duque de Schleswig-Holstein-Sonderburg-Augustenburg \| \| \| \| \| \| \| \| \| \| \| \| \| \| \| \| \| \| \| \| \| \| \| \| \| \| \| \| \| \| \| \| \| \| \| \| \| \| \| \| \| \| \| \| \| \| \| \| \| \| \| \| \| \| 12. Cristián Augusto II, duque de Schleswig-Holstein-Sonderburg-Augustenburg \| \| \| \| \| \| \| \| \| \| \| \| \| \| \| \| \| \| \| \| \| \| \| \| \| \| \| \| \| \| \| \| \| \| \| \| \| \| \| \| \| \| \| \| \| \| \| \| \| \| \| \| \| \| 25. Princesa Luisa Augusta de Dinamarca \| \| \| \| \| \| \| \| \| \| \| \| \| \| \| \| \| \| \| \| \| \| \| \| \| \| \| \| \| \| \| \| \| \| \| \| \| \| \| \| \| \| \| \| \| \| \| \| \| \| \| \| \| \| 6. Federico VIII, duque de Schleswig-Holstein \| \| \| \| \| \| \| \| \| \| \| \| \| \| \| \| \| \| \| \| \| \| \| \| \| \| \| \| \| \| \| \| \| \| \| \| \| \| \| \| \| \| \| \| \| \| \| \| \| \| \| \| \| \| 26. Conde Cristián Conrado de Danneskiold-Samsøe \| \| \| \| \| \| \| \| \| \| \| \| \| \| \| \| \| \| \| \| \| \| \| \| \| \| \| \| \| \| \| \| \| \| \| \| \| \| \| \| \| \| \| \| \| \| \| \| \| \| \| \| \| \| 13. Condesa Luisa Sofía de Danneskiold-Samsøe \| \| \| \| \| \| \| \| \| \| \| \| \| \| \| \| \| \| \| \| \| \| \| \| \| \| \| \| \| \| \| \| \| \| \| \| \| \| \| \| \| \| \| \| \| \| \| \| \| \| \| \| \| \| 27. Johanna Kaas de Mur \| \| \| \| \| \| \| \| \| \| \| \| \| \| \| \| \| \| \| \| \| \| \| \| \| \| \| \| \| \| \| \| \| \| \| \| \| \| \| \| \| \| \| \| \| \| \| \| \| \| \| \| \| \| 3. Princesa Augusta Victoria de Schleswig-Holstein-Sonderburg-Augustenburg \| \| \| \| \| \| \| \| \| \| \| \| \| \| \| \| \| \| \| \| \| \| \| \| \| \| \| \| \| \| \| \| \| \| \| \| \| \| \| \| \| \| \| \| \| \| \| \| \| \| \| \| \| \| 28. Carlos Luis, príncipe de Hohenlohe-Langenburg \| \| \| \| \| \| \| \| \| \| \| \| \| \| \| \| \| \| \| \| \| \| \| \| \| \| \| \| \| \| \| \| \| \| \| \| \| \| \| \| \| \| \| \| \| \| \| \| \| \| \| \| \| \| 14. Ernesto I, príncipe de Hohenlohe-Langenburg \| \| \| \| \| \| \| \| \| \| \| \| \| \| \| \| \| \| \| \| \| \| \| \| \| \| \| \| \| \| \| \| \| \| \| \| \| \| \| \| \| \| \| \| \| \| \| \| \| \| \| \| \| \| 29. Condesa Amalia Enriqueta de Solms-Baruth \| \| \| \| \| \| \| \| \| \| \| \| \| \| \| \| \| \| \| \| \| \| \| \| \| \| \| \| \| \| \| \| \| \| \| \| \| \| \| \| \| \| \| \| \| \| \| \| \| \| \| \| \| \| 7. Princesa Adelaida de Hohenlohe-Langenburg \| \| \| \| \| \| \| \| \| \| \| \| \| \| \| \| \| \| \| \| \| \| \| \| \| \| \| \| \| \| \| \| \| \| \| \| \| \| \| \| \| \| \| \| \| \| \| \| \| \| \| \| \| \| 30. Emico Carlos, príncipe de Leiningen \| \| \| \| \| \| \| \| \| \| \| \| \| \| \| \| \| \| \| \| \| \| \| \| \| \| \| \| \| \| \| \| \| \| \| \| \| \| \| \| \| \| \| \| \| \| \| \| \| \| \| \| \| \| 15. Princesa Feodora de Leiningen \| \| \| \| \| \| \| \| \| \| \| \| \| \| \| \| \| \| \| \| \| \| \| \| \| \| \| \| \| \| \| \| \| \| \| \| \| \| \| \| \| \| \| \| \| \| \| \| \| \| \| \| \| \| 31. Princesa Victoria de Sajonia-Coburgo-Saalfeld (= 23) \| \| \| \| \| \| \| \| \| \| \| \| \| \| \| \| \| \| \| \| \| \| \| \| \| \| \| \| \| \| \| \| \| \| \| \| \| \| \| \| \| \| \| \| \| \| \| \| \| \| \| \| |                                                                               |  |  |  |  |  |  |  |  |  |  |  |  |  |  |  |
| |                                                                               |  |  |  |  |  |  |  |  |  |  |  |  |  |  |  |
| | 16. Federico Guillermo III, rey de Prusia                                     |  |  |  |  |  |  |  |  |  |  |  |  |  |  |  |
| |                                                                               |  |  |  |  |  |  |  |  |  |  |  |  |  |  |  |
| |                                                                               |  |  |  |  |  |  |  |  |  |  |  |  |  |  |  |
| | 8. Guillermo I, emperador alemán                                              |  |  |  |  |  |  |  |  |  |  |  |  |  |  |  |
| |                                                                               |  |  |  |  |  |  |  |  |  |  |  |  |  |  |  |
| |                                                                               |  |  |  |  |  |  |  |  |  |  |  |  |  |  |  |
| | 17. Duquesa Luisa de Mecklemburgo-Strelitz                                    |  |  |  |  |  |  |  |  |  |  |  |  |  |  |  |
| |                                                                               |  |  |  |  |  |  |  |  |  |  |  |  |  |  |  |
| |                                                                               |  |  |  |  |  |  |  |  |  |  |  |  |  |  |  |
| | 4. Federico III, emperador alemán                                             |  |  |  |  |  |  |  |  |  |  |  |  |  |  |  |
| |                                                                               |  |  |  |  |  |  |  |  |  |  |  |  |  |  |  |
| |                                                                               |  |  |  |  |  |  |  |  |  |  |  |  |  |  |  |
| | 18. Carlos Federico, gran duque de Sajonia-Weimar-Eisenach                    |  |  |  |  |  |  |  |  |  |  |  |  |  |  |  |
| |                                                                               |  |  |  |  |  |  |  |  |  |  |  |  |  |  |  |
| |                                                                               |  |  |  |  |  |  |  |  |  |  |  |  |  |  |  |
| | 9. Princesa Augusta de Sajonia-Weimar-Eisenach                                |  |  |  |  |  |  |  |  |  |  |  |  |  |  |  |
| |                                                                               |  |  |  |  |  |  |  |  |  |  |  |  |  |  |  |
| |                                                                               |  |  |  |  |  |  |  |  |  |  |  |  |  |  |  |
| | 19. Gran duquesa María Pávlovna de Rusia                                      |  |  |  |  |  |  |  |  |  |  |  |  |  |  |  |
| |                                                                               |  |  |  |  |  |  |  |  |  |  |  |  |  |  |  |
| |                                                                               |  |  |  |  |  |  |  |  |  |  |  |  |  |  |  |
| | 2. Guillermo II, emperador alemán                                             |  |  |  |  |  |  |  |  |  |  |  |  |  |  |  |
| |                                                                               |  |  |  |  |  |  |  |  |  |  |  |  |  |  |  |
| |                                                                               |  |  |  |  |  |  |  |  |  |  |  |  |  |  |  |
| | 20. Ernesto I, duque de Sajonia-Coburgo y Gotha                               |  |  |  |  |  |  |  |  |  |  |  |  |  |  |  |
| |                                                                               |  |  |  |  |  |  |  |  |  |  |  |  |  |  |  |
| |                                                                               |  |  |  |  |  |  |  |  |  |  |  |  |  |  |  |
| | 10. Príncipe Alberto de Sajonia-Coburgo y Gotha                               |  |  |  |  |  |  |  |  |  |  |  |  |  |  |  |
| |                                                                               |  |  |  |  |  |  |  |  |  |  |  |  |  |  |  |
| |                                                                               |  |  |  |  |  |  |  |  |  |  |  |  |  |  |  |
| | 21. Princesa Luisa de Sajonia-Gotha-Altemburgo                                |  |  |  |  |  |  |  |  |  |  |  |  |  |  |  |
| |                                                                               |  |  |  |  |  |  |  |  |  |  |  |  |  |  |  |
| |                                                                               |  |  |  |  |  |  |  |  |  |  |  |  |  |  |  |
| | 5. Victoria, princesa real                                                    |  |  |  |  |  |  |  |  |  |  |  |  |  |  |  |
| |                                                                               |  |  |  |  |  |  |  |  |  |  |  |  |  |  |  |
| |                                                                               |  |  |  |  |  |  |  |  |  |  |  |  |  |  |  |
| | 22. Príncipe Eduardo, duque de Kent y Strathearn                              |  |  |  |  |  |  |  |  |  |  |  |  |  |  |  |
| |                                                                               |  |  |  |  |  |  |  |  |  |  |  |  |  |  |  |
| |                                                                               |  |  |  |  |  |  |  |  |  |  |  |  |  |  |  |
| | 11. Victoria, reina del Reino Unido                                           |  |  |  |  |  |  |  |  |  |  |  |  |  |  |  |
| |                                                                               |  |  |  |  |  |  |  |  |  |  |  |  |  |  |  |
| |                                                                               |  |  |  |  |  |  |  |  |  |  |  |  |  |  |  |
| | 23. Princesa Victoria de Sajonia-Coburgo-Saalfeld (= 31)                      |  |  |  |  |  |  |  |  |  |  |  |  |  |  |  |
| |                                                                               |  |  |  |  |  |  |  |  |  |  |  |  |  |  |  |
| |                                                                               |  |  |  |  |  |  |  |  |  |  |  |  |  |  |  |
| | 1. Guillermo, príncipe heredero alemán                                        |  |  |  |  |  |  |  |  |  |  |  |  |  |  |  |
| |                                                                               |  |  |  |  |  |  |  |  |  |  |  |  |  |  |  |
| |                                                                               |  |  |  |  |  |  |  |  |  |  |  |  |  |  |  |
| | 24. Federico Cristián II, duque de Schleswig-Holstein-Sonderburg-Augustenburg |  |  |  |  |  |  |  |  |  |  |  |  |  |  |  |
| |                                                                               |  |  |  |  |  |  |  |  |  |  |  |  |  |  |  |
| |                                                                               |  |  |  |  |  |  |  |  |  |  |  |  |  |  |  |
| | 12. Cristián Augusto II, duque de Schleswig-Holstein-Sonderburg-Augustenburg  |  |  |  |  |  |  |  |  |  |  |  |  |  |  |  |
| |                                                                               |  |  |  |  |  |  |  |  |  |  |  |  |  |  |  |
| |                                                                               |  |  |  |  |  |  |  |  |  |  |  |  |  |  |  |
| | 25. Princesa Luisa Augusta de Dinamarca                                       |  |  |  |  |  |  |  |  |  |  |  |  |  |  |  |
| |                                                                               |  |  |  |  |  |  |  |  |  |  |  |  |  |  |  |
| |                                                                               |  |  |  |  |  |  |  |  |  |  |  |  |  |  |  |
| | 6. Federico VIII, duque de Schleswig-Holstein                                 |  |  |  |  |  |  |  |  |  |  |  |  |  |  |  |
| |                                                                               |  |  |  |  |  |  |  |  |  |  |  |  |  |  |  |
| |                                                                               |  |  |  |  |  |  |  |  |  |  |  |  |  |  |  |
| | 26. Conde Cristián Conrado de Danneskiold-Samsøe                              |  |  |  |  |  |  |  |  |  |  |  |  |  |  |  |
| |                                                                               |  |  |  |  |  |  |  |  |  |  |  |  |  |  |  |
| |                                                                               |  |  |  |  |  |  |  |  |  |  |  |  |  |  |  |
| | 13. Condesa Luisa Sofía de Danneskiold-Samsøe                                 |  |  |  |  |  |  |  |  |  |  |  |  |  |  |  |
| |                                                                               |  |  |  |  |  |  |  |  |  |  |  |  |  |  |  |
| |                                                                               |  |  |  |  |  |  |  |  |  |  |  |  |  |  |  |
| | 27. Johanna Kaas de Mur                                                       |  |  |  |  |  |  |  |  |  |  |  |  |  |  |  |
| |                                                                               |  |  |  |  |  |  |  |  |  |  |  |  |  |  |  |
| |                                                                               |  |  |  |  |  |  |  |  |  |  |  |  |  |  |  |
| | 3. Princesa Augusta Victoria de Schleswig-Holstein-Sonderburg-Augustenburg    |  |  |  |  |  |  |  |  |  |  |  |  |  |  |  |
| |                                                                               |  |  |  |  |  |  |  |  |  |  |  |  |  |  |  |
| |                                                                               |  |  |  |  |  |  |  |  |  |  |  |  |  |  |  |
| | 28. Carlos Luis, príncipe de Hohenlohe-Langenburg                             |  |  |  |  |  |  |  |  |  |  |  |  |  |  |  |
| |                                                                               |  |  |  |  |  |  |  |  |  |  |  |  |  |  |  |
| |                                                                               |  |  |  |  |  |  |  |  |  |  |  |  |  |  |  |
| | 14. Ernesto I, príncipe de Hohenlohe-Langenburg                               |  |  |  |  |  |  |  |  |  |  |  |  |  |  |  |
| |                                                                               |  |  |  |  |  |  |  |  |  |  |  |  |  |  |  |
| |                                                                               |  |  |  |  |  |  |  |  |  |  |  |  |  |  |  |
| | 29. Condesa Amalia Enriqueta de Solms-Baruth                                  |  |  |  |  |  |  |  |  |  |  |  |  |  |  |  |
| |                                                                               |  |  |  |  |  |  |  |  |  |  |  |  |  |  |  |
| |                                                                               |  |  |  |  |  |  |  |  |  |  |  |  |  |  |  |
| | 7. Princesa Adelaida de Hohenlohe-Langenburg                                  |  |  |  |  |  |  |  |  |  |  |  |  |  |  |  |
| |                                                                               |  |  |  |  |  |  |  |  |  |  |  |  |  |  |  |
| |                                                                               |  |  |  |  |  |  |  |  |  |  |  |  |  |  |  |
| | 30. Emico Carlos, príncipe de Leiningen                                       |  |  |  |  |  |  |  |  |  |  |  |  |  |  |  |
| |                                                                               |  |  |  |  |  |  |  |  |  |  |  |  |  |  |  |
| |                                                                               |  |  |  |  |  |  |  |  |  |  |  |  |  |  |  |
| | 15. Princesa Feodora de Leiningen                                             |  |  |  |  |  |  |  |  |  |  |  |  |  |  |  |
| |                                                                               |  |  |  |  |  |  |  |  |  |  |  |  |  |  |  |
| |                                                                               |  |  |  |  |  |  |  |  |  |  |  |  |  |  |  |
| | 31. Princesa Victoria de Sajonia-Coburgo-Saalfeld (= 23)                      |  |  |  |  |  |  |  |  |  |  |  |  |  |  |  |
| |                                                                               |  |  |  |  |  |  |  |  |  |  |  |  |  |  |  |
| |                                                                               |  |  |  |  |  |  |  |  |  |  |  |  |  |  |  |